# Glenea transversefasciata
Glenea transversefasciata är en skalbaggsart som beskrevs av Hüdepohl 1996. Glenea transversefasciata ingår i släktet Glenea och familjen långhorningar.
Artens utbredningsområde är Filippinerna. Inga underarter finns listade i Catalogue of Life.